# Blue Kentucky Girl (Loretta Lynn)
| Recensione | Giudizio |
| ---------- | -------- |
| AllMusic   |          |

Blue Kentucky Girl è un album discografico di Loretta Lynn, pubblicato dall'etichetta discografica Decca Records nel giugno del 1965.

## Tracce

### LP
Lato A
1. Blue Kentucky Girl – 2:27 (Johnny Mullins) – Registrato il 14 ottobre 1964 al Columbia Recording Studio di Nashville, Tennessee
2. Then and Only Then – 2:22 (Bill Anderson) – Registrato il 15 marzo 1965 al Columbia Recording Studio, Nashville, Tennessee
3. I Still Miss Someone – 2:11 (Roy Cash, Jr., Johnny Cash) – Registrato il 15 marzo 1965 al Columbia Recording Studio, Nashville, Tennessee
4. Night Girl – 2:40 (Loretta Lynn, Teddy Wilburn) – Registrato il 15 marzo 1965 al Columbia Recording Studio, Nashville, Tennessee
5. Love's Been Here and Gone – 2:35 (Loretta Lynn, Teddy Wilburn) – Registrato il 16 marzo 1965 al Columbia Recording Studio, Nashville, Tennessee
6. Farther to Go – 2:24 (Loretta Lynn) – Registrato il 4 marzo 1965 al Columbia Recording Studio, Nashville, Tennessee

Lato B
1. The Race Is On – 2:22 (Don Rollins) – Registrato il 16 marzo 1965 al Columbia Recording Studio, Nashville, Tennessee
2. I Won't Forget You – 2:03 (Harlan Howard) – Registrato il 15 marzo 1965 al Columbia Recording Studio, Nashville, Tennessee
3. Two Steps Forward – 2:09 (Loretta Lynn) – Registrato il 4 marzo 1965 al Columbia Recording Studio, Nashville, Tennessee
4. Send Me the Pillow You Dream On – 1:59 (Hank Locklin) – Registrato il 16 marzo 1965 al Columbia Recording Studio, Nashville, Tennessee
5. The Beginning of the End – 2:22 (Betty Sue Perry) – Registrato il 9 gennaio 1963 al Columbia Recording Studio, Nashville, Tennessee
6. Today – 2:00 (Hank Thompson) – Registrato il 16 marzo 1965 al Columbia Recording Studio, Nashville, Tennessee

## Musicisti
Blue Kentucky Girl
- Loretta Lynn - voce
- Harold Morrison - chitarra
- Wayne Moss - chitarra
- Don Helms - chitarra steel
- Floyd Cramer - pianoforte
- Harold Bradley - basso elettrico
- Junior Huskey - contrabbasso
- Buddy Harman - batteria
- The Jordanaires (gruppo vocale) - cori
- Owen Bradley - produttore

Then and Only Then / I Still Miss Someone / Night Girl / I Won't Forget You
- Loretta Wynn - voce
- Grady Martin - chitarra
- Wayne Moss - chitarra
- Don Helms - chitarra steel
- Floyd Cramer - pianoforte
- Harold Bradley - basso elettrico
- Junior Huskey - contrabbasso
- Buddy Harman - batteria
- The Jordanaires (gruppo vocale) - cori
- Owen Bradley - produttore

Love's Been Here and Gone / The Race Is On / Send Me the Pillow You Dream On / Today
- Loretta Lynn - voce
- Grady Martin - chitarra
- Wayne Moss - chitarra
- Don Helms - chitarra steel
- Hal Rugg - chitarra steel
- Floyd Cramer - pianoforte
- Harold Bradley - basso elettrico
- Junior Huskey - contrabbasso
- Buddy Harman - batteria
- The Jordanaires (gruppo vocale) - cori

Farther to Go / Two Steps Forward
- Loretta Lynn - voce
- Grady Martin - chitarra
- Wayne Moss - chitarra
- Don Helms (o) Hal Rugg - chitarra steel
- Floyd Cramer - pianoforte
- Harold Bradley - basso elettrico
- Junior Huskey - contrabbasso
- Buddy Harman - batteria
- The Jordanaires (gruppo vocale) - cori
- Owen Bradley - produttore

The Beginning of the End
- Loretta Lynn - voce
- Harold Bradley - chitarra elettrica
- Wayne Moss - chitarra elettrica
- Teddy Wilburn - chitarra
- Don Helms - chitarra steel
- Floyd Cramer - pianoforte
- Bob Moore - contrabbasso
- Willie Ackerman - batteria
- Buddy Harman - batteria
- (probabile) The Jordanaires (gruppo vocale) - cori
- Owen Bradley - produttore[3]

## Classifica
Album
| Anno | Classifica         | Posizione raggiunta |
| ---- | ------------------ | ------------------- |
| 1965 | Top Country Albums | 14                  |